# 180 km (rejon zubcowski)
180 km (ros. 180 км) – przystanek kolejowy w pobliżu miejscowości Krasnyj Chołm, w rejonie zubcowskim, w obwodzie twerskim, w Rosji. Położony jest na linii Moskwa - Siebież.